# Samedan
Samedan [sɐˈmeːdən]ⓘ (deutsch und bis 1943 offiziell Samaden) ist ein Dorf und eine politische Gemeinde im Schweizer Kanton Graubünden. Samedan liegt im Oberengadin und gehört zur Region Maloja.

## Geographie

### Geographische Lage
Der Engadiner Wintersport- und Luftkurort liegt am Inn nordöstlich von St. Moritz und wird im Westen vom 3246 m ü. M. hohen Piz Ot überragt. Der Ort liegt am westlichen Rand einer Hochebene, in der der Inn und der von Pontresina kommende Flaz zusammenfliessen. Zum Gemeindegebiet gehört als Exklave auch das Val Roseg.
In Samedan treffen verschiedene Schienen- und Strassenverkehrswege zusammen: von St. Moritz im Südwesten, vom Puschlav über den Berninapass im Südosten und vom Unterengadin im Nordosten.

### Klima

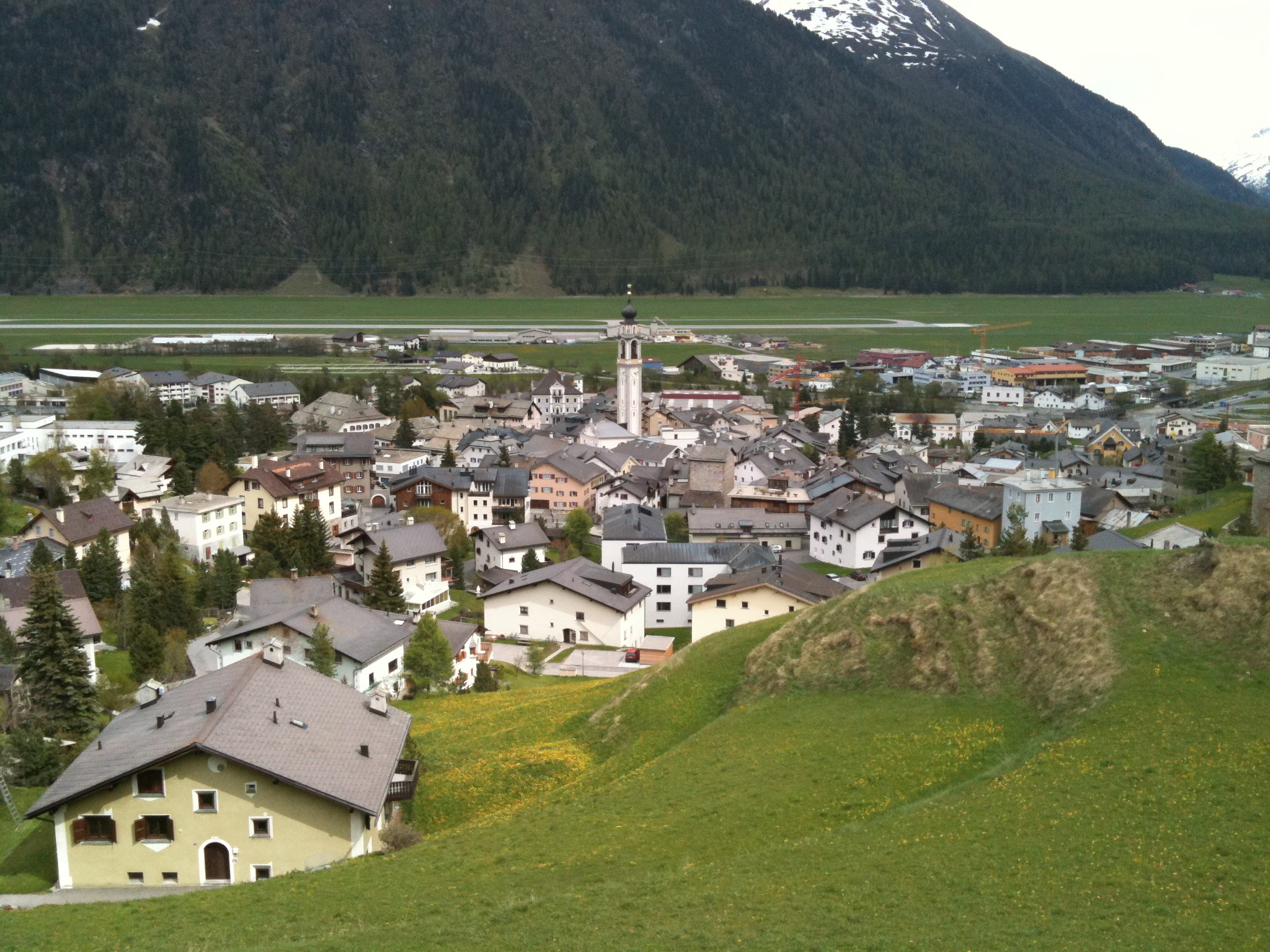
Samedan vom Kirchhügel Sankt Peter aus gesehen

Für die Normalperiode 1991–2020 beträgt die Jahresmitteltemperatur 2,3 °C, wobei im Februar mit −8,4 °C die kältesten und im Juli mit 12,3 °C die wärmsten Monatsmitteltemperaturen gemessen werden. Die MeteoSchweiz-Wetterstation liegt auf einer Höhe von 1709 m ü. M.
In Samedan können sich Kaltluftseen bilden, und folglich können vor allem im Winter Nächte sehr kalt sein. An 227 Tagen des Jahres sinkt die Temperatur unter 0 Grad. Selbst im Juli gibt es durchschnittlich bis zu zwei Frosttage. Sommertage wurden in der Normalperiode 1991–2020 durchschnittlich nur 3,1 pro Jahr verzeichnet. Laut Köppens Klimaklassifikation gehört Samedan zum subarktischen Bereich (Dfc).
|                        | Jan   | Feb   | Mär  | Apr  | Mai  | Jun  | Jul  | Aug  | Sep  | Okt  | Nov  | Dez   |   |      |
| Mittl. Temperatur (°C) | −8,4  | −7,1  | −2,4 | 1,9  | 6,7  | 10,5 | 12,3 | 11,8 | 7,9  | 3,6  | −2,1 | −7,0  | ⌀ | 2,4  |
| Mittl. Tagesmax. (°C)  | −1,3  | 0,5   | 4,0  | 7,9  | 12,9 | 17,0 | 19,3 | 18,8 | 14,6 | 10,5 | 4,1  | −0,7  | ⌀ | 9    |
| Mittl. Tagesmin. (°C)  | −15,8 | −15,6 | −9,6 | −4,3 | 0,1  | 3,2  | 4,7  | 4,7  | 1,3  | −2,6 | −7,8 | −13,4 | ⌀ | −4,5 |
|                        |       |       |      |      |      |      |      |      |      |      |      |       |   |      |
| Niederschlag (mm)      | 29    | 19    | 24   | 37   | 67   | 91   | 87   | 100  | 73   | 77   | 70   | 37    | Σ | 711  |
|                        |       |       |      |      |      |      |      |      |      |      |      |       |   |      |
| Sonnenstunden (h/d)    | 3,9   | 4,3   | 4,7  | 5,0  | 5,3  | 6,2  | 6,4  | 5,9  | 5,2  | 4,5  | 3,4  | 3,3   | ⌀ | 4,8  |
|                        |       |       |      |      |      |      |      |      |      |      |      |       |   |      |
| Regentage (d)          | 5,2   | 4,2   | 4,3  | 6,0  | 9,2  | 11,0 | 10,6 | 11,0 | 8,0  | 8,1  | 7,9  | 6,1   | Σ | 91,6 |
|                        |       |       |      |      |      |      |      |      |      |      |      |       |   |      |
| Luftfeuchtigkeit (%)   | 78    | 73    | 70   | 69   | 70   | 71   | 71   | 75   | 76   | 77   | 79   | 80    | ⌀ | 74,1 |

| −15,8 |

| −15,6 |

| −9,6 |

| −4,3 |

| 0,1 |

| 3,2 |

| 4,7 |

| 4,7 |

| 1,3 |

| −2,6 |

| −7,8 |

| −13,4 |

| −15,8 |

| −15,6 |

| −9,6 |

| −4,3 |

| 0,1 |

| 3,2 |

| 4,7 |

| 4,7 |

| 1,3 |

| −2,6 |

| −7,8 |

| −13,4 |

## Geschichte

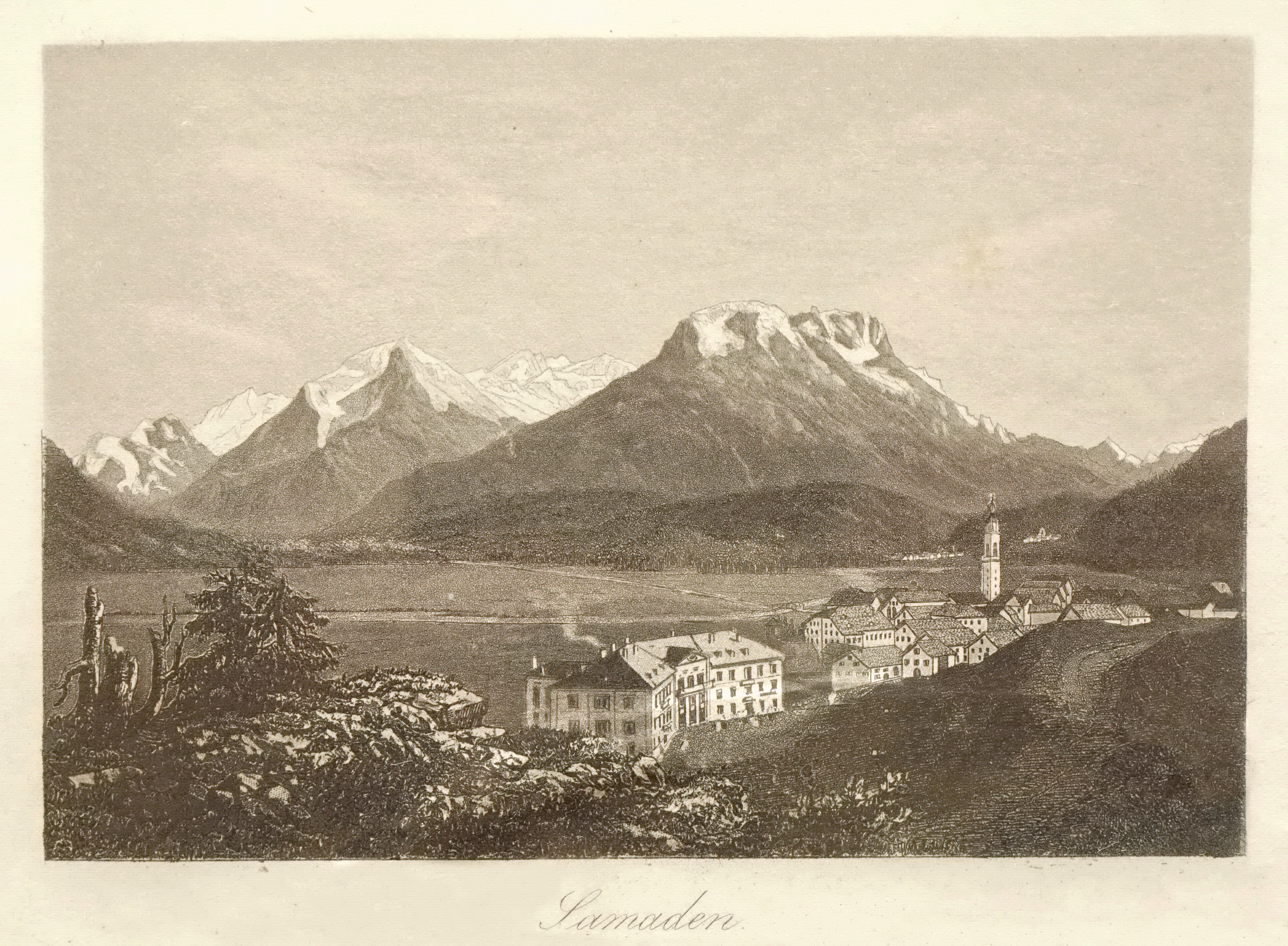
Samaden um 1870 mit dem 1865 eröffneten Hotel Bernina, einem der ältesten Hotels im Engadin. Radierung von Heinrich Müller

Historisches Luftbild von Werner Friedli (1954)

Der Ort wird seit der Mitte des 12. Jahrhunderts erwähnt (1137/1139 [Kop.] in Zuze et in Samadene, 1156 coloniam de Samadn); die Herkunft des Namens ist unbekannt. Die ältere, in der unterengadinischen und deutschen Namensform bis heute bewahrte Lautung Samaden [sɐˈmɑːdən] mit /aː/ in der mittleren Silbe wurde, da im Oberengadinischen altladinisches /aː/ zu /eː/ verschoben wurde, 1943 amtlich durch die einheimische Namenlautung Samedan [sɐˈmeːdən]ⓘ ersetzt. Deren bei Auswärtigen verbreitete Aussprache [sameˈdaːn] mit Betonung auf der Endsilbe wird auf Analogie zu Parpan, Fetan etc. zurückgeführt.
Der älteste bauliche Nachweis in Samedan sind die bei archäologischen Grabungen 2017 gesicherten Fundamente einer Vorgängerkirche der heutigen Kirche San Peter. Diese Vorgängerkirche stammt aus romanischer, möglicherweise aus noch älterer Zeit. Der Turm von San Peter stammt aus der Zeit um 1100. Andere alte bauliche Nachweise sind die ehemalige Antoniuskapelle aus dem 13. Jahrhundert (heute: Reformierte Kirche Samedan), die abgegangene Kapelle San Bastiaun, erbaut um 1300, und ein Wohnturm von 1288 im oberen Dorfteil. Die spätgotische Kirche San Peter stammt aus den Jahren 1491/1492. Die ältesten Urkunden, in welchen Samedan genannt ist, sind die Gamertinger Urkunden von 1137/1139, welche die Übergabe des gesamten Besitzes der Gammertinger an die Bischofskirche von Chur regeln.
Seit 1462 war Samaden Sitz des Niedergerichts Sur Funtauna Merla, und es war eine der drei Grosspfarreien des Oberengadins. Im Schwabenkrieg von 1499 wurde das Dorf durch einen Brand verwüstet. 1551 wurde die Reformation unter dem aus Italien stammenden Reformator Pietro Paolo Vergerio eingeführt. Seit 1860 nahm der Anteil der katholischen Bevölkerung wieder stark auf heute knapp 40 % zu. 1864 las der Kapuzinerpater Hilarion aus Bivio die erste katholische Messe. 1911 wurde die katholische Herz-Jesu-Kirche im neuromanischen Stil erbaut, und 1914 wurde die Kapelle St. Sebastian abgerissen, die seit 1895 von den Katholiken gebraucht werden konnte.
Ab dem 16. Jahrhundert errichteten die Geschlechter von Salis und von Planta einige repräsentative Bauten. Durch politische Ämter in bündnerischen Untertanengebieten, durch Auswanderung und fremde Dienste waren sie zu Reichtum und Wohlstand gekommen.
1812 wurde ein erstes Spital erwähnt, und 1895 wurde das Kreisspital Oberengadin erbaut. Der strategisch günstige Dorfstandort liess Handel und Gewerbe wachsen. Der seit 1830 aufkommende Tourismus führte zum Bau von Hotels, Campingplätzen, einer englischen Kirche in neugotischem Stil (1872; abgebrochen 1965), eines Golfplatzes (1893) sowie der Standseilbahn auf die Muottas Muragl (Muottas-Muragl-Bahn, erbaut 1907). 1888 wurde ein Elektrizitätswerk erstellt. Mit der Eröffnung der Albulalinie 1903 erhielt das Dorf Bahnanschluss und wurde zum wichtigsten Knotenpunkt des Engadins. Nach grossen Überschwemmungen des Inns wurden ab 1920 zum Schutz des Dorfes Flussverbauungen errichtet; zuletzt wurde 2004 der Fluss Flaz ganz auf die rechte Talseite verlegt. 1937 nahm der Flugplatz seinen Betrieb auf. Beim Abwurf mehrerer Bomben aus amerikanischen Flugzeugen am 1. Oktober 1943 wurde die Chesa Planta beschädigt. Im gleichen Jahr erfolgte die Errichtung der Familienstiftung der von Planta (Fundaziun de Planta), die sich der rätoromanischen Kultur widmet. Ebenso wurde die evangelische Lehranstalt, die heutige Academia Engiadina, eröffnet.
Nach dem Zweiten Weltkrieg wuchs die kommunale, regionale und kantonale Infrastruktur, und neue Quartiere entstanden um das Dorf. Das romanische Bauerndorf wandelte sich in wenigen Jahrzehnten zum zeitgemässen Dienstleistungszentrum.

## Wappen
| Wappen von Samedan | Blasonierung: «In Schwarz ein goldener (gelber) Flussgott mit goldenem Ruder und Wassergefäss» |
| Wappen von Samedan | Das Siegelbild der Gemeinde beschränkt sich auf das Hauptmotiv.                                |

## Bevölkerung
| Bevölkerungsentwicklung | Bevölkerungsentwicklung | Bevölkerungsentwicklung | Bevölkerungsentwicklung | Bevölkerungsentwicklung | Bevölkerungsentwicklung | Bevölkerungsentwicklung | Bevölkerungsentwicklung | Bevölkerungsentwicklung | Bevölkerungsentwicklung | Bevölkerungsentwicklung | Bevölkerungsentwicklung | Bevölkerungsentwicklung | Bevölkerungsentwicklung |
| ----------------------- | ----------------------- | ----------------------- | ----------------------- | ----------------------- | ----------------------- | ----------------------- | ----------------------- | ----------------------- | ----------------------- | ----------------------- | ----------------------- | ----------------------- | ----------------------- |
| Jahr                    | 1850                    | 1900                    | 1930                    | 1950                    | 1970                    | 1980                    | 1990                    | 2000                    | 2005                    | 2010                    | 2012                    | 2014                    | 2020                    |
| Einwohner               | 412                     | 967                     | 1783                    | 1685                    | 2574                    | 2553                    | 2875                    | 3069                    | 2854                    | 2968                    | 2982                    | 3014                    | 2923                    |

### Sprachen
Die Einwohner der Gemeinde sprachen ursprünglich Puter, ein rätoromanisches Idiom. Doch schon im 19. Jahrhundert drang das Deutsche vor. 1880 gaben nur noch 47 % Romanisch als Muttersprache an. Dieser Wert blieb bis zum Zweiten Weltkrieg ziemlich stabil (1910: 45 %; 1941: 42 %). Zugunsten des Deutschen sank der Anteil der Romanischsprachigen bis 1970 auf 31 %. Nach einer kurzen Erholung verliert die ehemalige Mehrheitssprache seit 1980 stetig an Boden. Doch sprachen im Jahr 2000 dank dem Einfluss der Schule, an der auch auf Romanisch unterrichtet wird, noch 42 % Romanisch. Behördensprachen sind Deutsch und Romanisch. Die Entwicklung der letzten Jahrzehnte zeigt folgende Tabelle:
| Sprachen in Samedan GR | Sprachen in Samedan GR | Sprachen in Samedan GR | Sprachen in Samedan GR | Sprachen in Samedan GR | Sprachen in Samedan GR | Sprachen in Samedan GR |
| ---------------------- | ---------------------- | ---------------------- | ---------------------- | ---------------------- | ---------------------- | ---------------------- |
| Sprachen               | Volkszählung 1980      | Volkszählung 1980      | Volkszählung 1990      | Volkszählung 1990      | Volkszählung 2000      | Volkszählung 2000      |
| Sprachen               | Anzahl                 | Anteil                 | Anzahl                 | Anteil                 | Anzahl                 | Anteil                 |
| Deutsch                | 1140                   | 44,65 %                | 1567                   | 54,50 %                | 1886                   | 61,45 %                |
| Rätoromanisch          | 841                    | 32,94 %                | 649                    | 22,57 %                | 511                    | 16,65 %                |
| Italienisch            | 451                    | 17,67 %                | 476                    | 16,56 %                | 458                    | 14,92 %                |
| Einwohner              | 2553                   | 100 %                  | 2875                   | 100 %                  | 3069                   | 100 %                  |

### Herkunft und Nationalität
Von den Ende 2005 2854 Bewohnern waren 2300 (= 81 %) Schweizer Staatsangehörige.

### Religion
1551 trat Samedan zur Reformation über. Ab etwa 1860 zogen wieder Katholiken zu; im Jahr 2000 waren 49 % der Bevölkerung reformiert, 39 % katholisch.

## Wirtschaft

### Tourismus

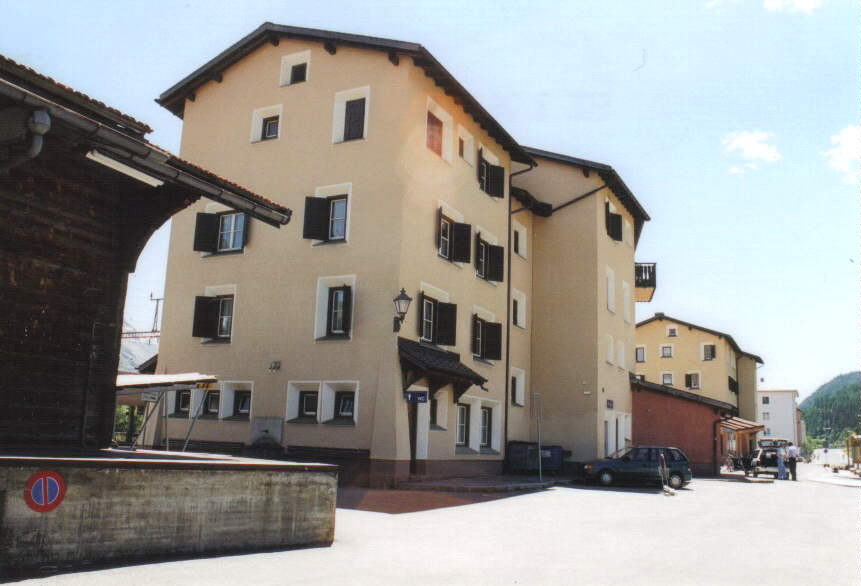
Bahnhof Samedan

Wie im ganzen Oberengadin hat der Tourismus für die örtliche Wirtschaft eine wichtige Bedeutung.

### Gewerbe
Als einziger Ort im Oberengadin verfügt Samedan über ein Güterumschlagszentrum der Rhätischen Bahn. Rund um den Bahnhof und in der Industriezone haben sich diverse Unternehmen angesiedelt. Der Kreishauptort hat somit auch in wirtschaftlicher Hinsicht eine zentrale Funktion im Oberengadin übernommen.

### Medien
In Samedan domiziliert sind die Engadiner Post, die Engadiner Wochenzeitung (bis 2011) und Radio Engiadina.

### Spital
In Samedan liegt das Spital Oberengadin, der grösste Arbeitgeber der Region.

## Verkehr

### Eisenbahn

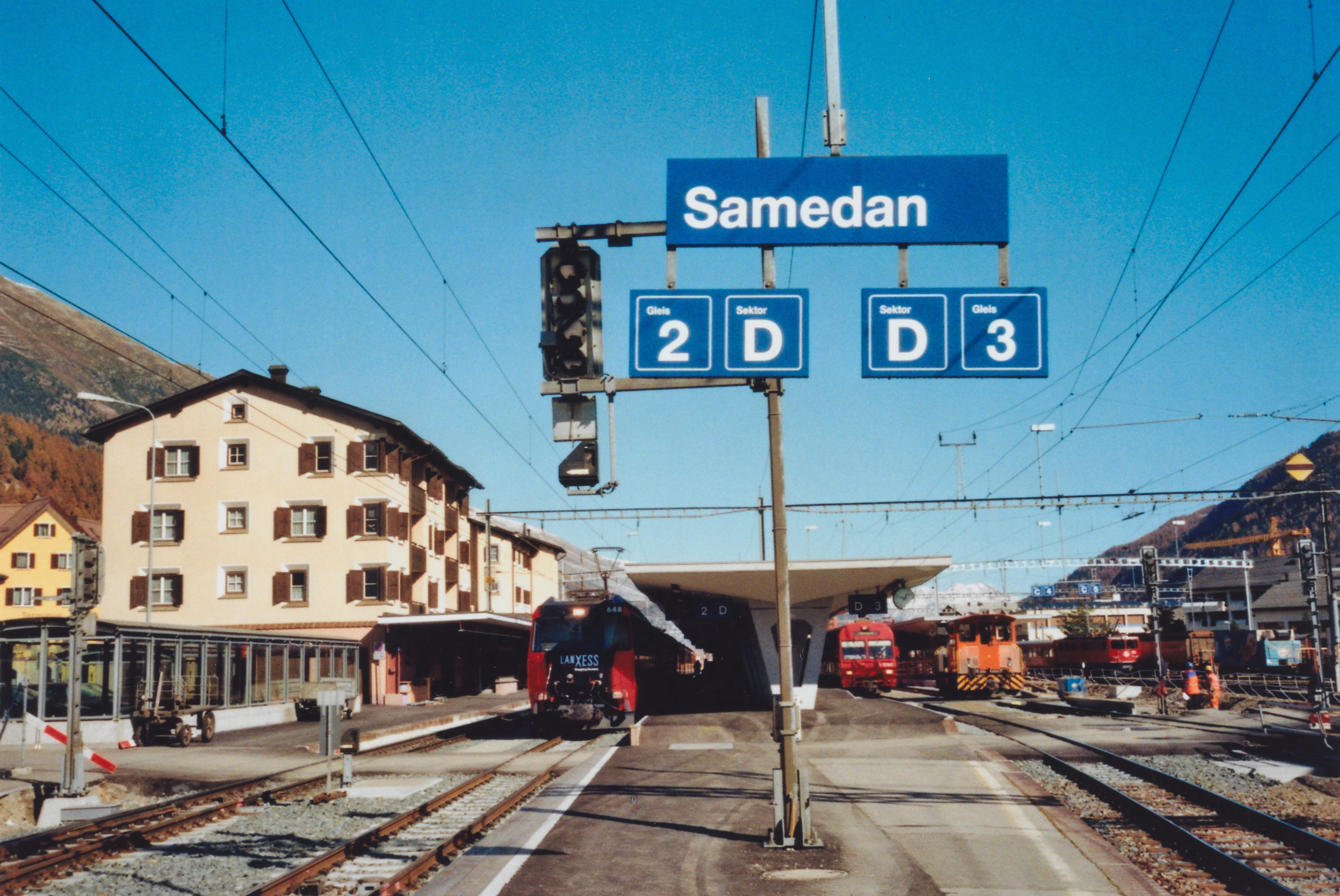
Bahnhof Samedan (2012)

Von der Albulabahn zweigt in Samedan die Strecke nach Pontresina ab. Im Nachbarort Bever hat die Engadinerlinie ihren Ausgangspunkt, die nach Scuol-Tarasp führt. Die Rhätische Bahn (RhB) betreibt in Samedan eine Werkstätte zur Wartung und Instandhaltung der Züge und ein Güterumschlagszentrum.
Folgende Züge legen in Samedan einen Halt ein:
- Zermatt – Brig – Andermatt – Disentis/Mustér – Chur – Samedan – St. Moritz       HN (Glacier Express) (nur zum Aussteigen)
- IR 38 Chur – Thusis – St. Moritz
- RE 3 (Landquart –) Klosters (Flügelung) – Zernez – Samedan – St. Moritz
- R 15 Pontresina – Samedan – Zernez – Sagliains – Scuol-Tarasp

### Strasse
Von der durch das Engadin verlaufenden Hauptstrasse 27 zweigt bei Samedan die Hauptstrasse 29 ab, die über den Berninapass ins Puschlav führt.

### Flughafen

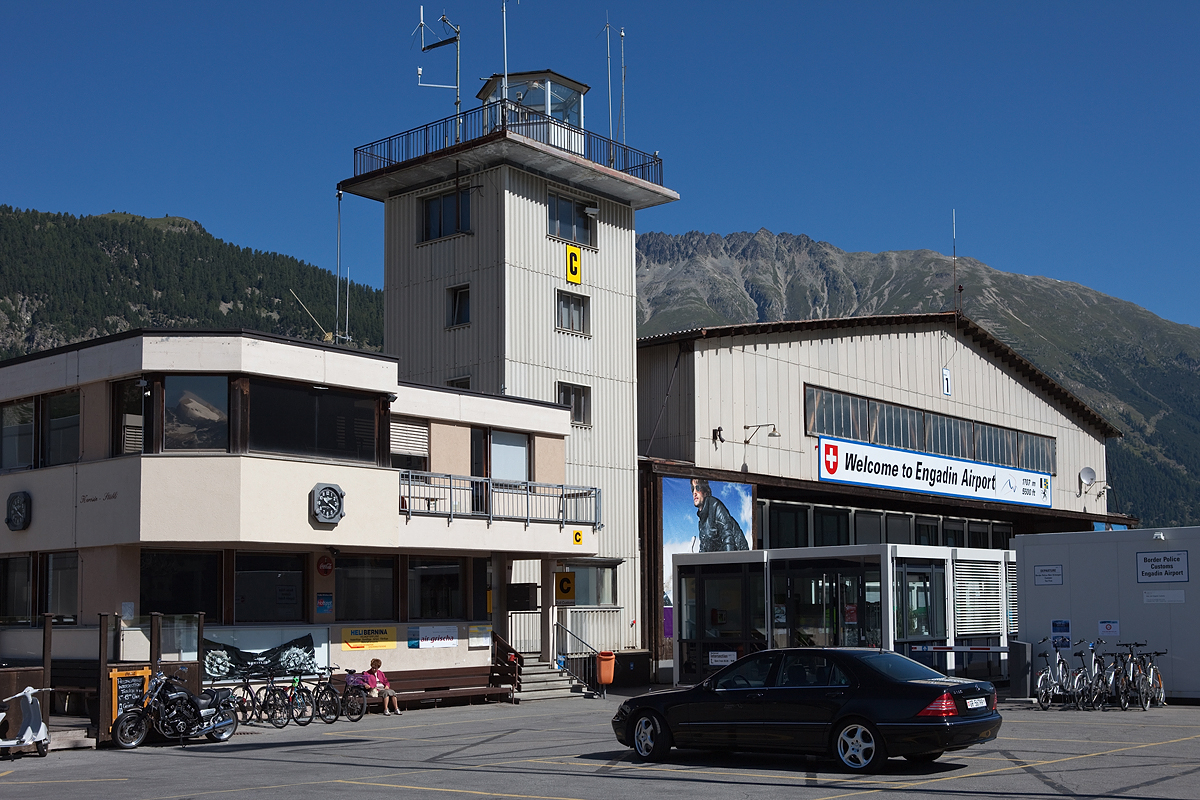
Flugplatz

Der Flugplatz Samedan in der Ebene am östlichen Ortsrand ist der höchstgelegene Flughafen für zivile Luftfahrt in Europa.

#### Hochlandbasis der REGA
Im Engadin fliegt die REGA seit 1957 Einsätze, seit 1977 mit einer eigenen Infrastruktur auf dem Flugplatz Samedan. Rega 9 ist eine Hochlandbasis mit einem grossen Spektrum an Einsätzen, wobei es sich hauptsächlich um so genannte Primäreinsätze handelt, bei denen Notarzt und Rettungssanitäter zur Erstversorgung an eine Unfallstelle geflogen werden.
Der schweizerdeutsche Spielfilm Heldin der Lüfte wurde mit Unterstützung der REGA unter anderem in Samedan gedreht.

## Bildung
In Samedan hat die Academia Engiadina mit der Höheren Fachschule für Tourismus und dem Gymnasium ihren Sitz. Ausserdem verfügt Samedan über eine Gewerbeschule und eine kaufmännische Berufsschule.

## Sport
Am Hang oberhalb des Dorfes ist im Winter ein Skilift in Betrieb. Samedan ist ein zentraler Knotenpunkt im Engadiner Loipennetz und Durchgangspunkt des Engadin Skimarathon.
Oberhalb des Dorfes verläuft der Naturpfad La Senda. Man kann sich mit einem digitalen Guide über alle Stationen des Pfades informieren. Die Gemeinde verfügt auch über einen Bikepark und einen Mountainbike Time Track. Samedan war Durchgangs- und (ab 2014) kurzzeitig Startort des Gebirgslaufs Swiss Irontrail.
Am Ort gibt es auch einen Golfplatz, den ältesten noch in Betrieb befindlichen der Schweiz (seit 1893).

## Sehenswürdigkeiten
Denkmalgeschützt ist die reformierte Dorfkirche, gleichfalls sehenswert sind die reformierte Begräbniskirche St. Peter und die katholische Pfarrkirche Herz-Jesu. Im Dorfzentrum liegen der als Kulturzentrum genutzte Turm La Tuor aus dem 13. Jahrhundert und die Chesa Planta aus dem 16. Jahrhundert. Darin befindet sich ein Kulturzentrum mit dem Kulturarchiv Oberengadin, einem Wohnmuseum und einer romanischen Bibliothek.
Weitere erwähnenswerte Bauten:
- Academia Engiadina, 1997, Architekt: Giuliani Hönger[22]
- Badhaus, 2009, Miller & Maranta Architekten[23]
- Chesa Flurina[24]
- Gemeindehaus[25]
- Haus Krone[26]
- Hotel Bernina[7]
- Sektionshaus der RhB[27]

## Bilder

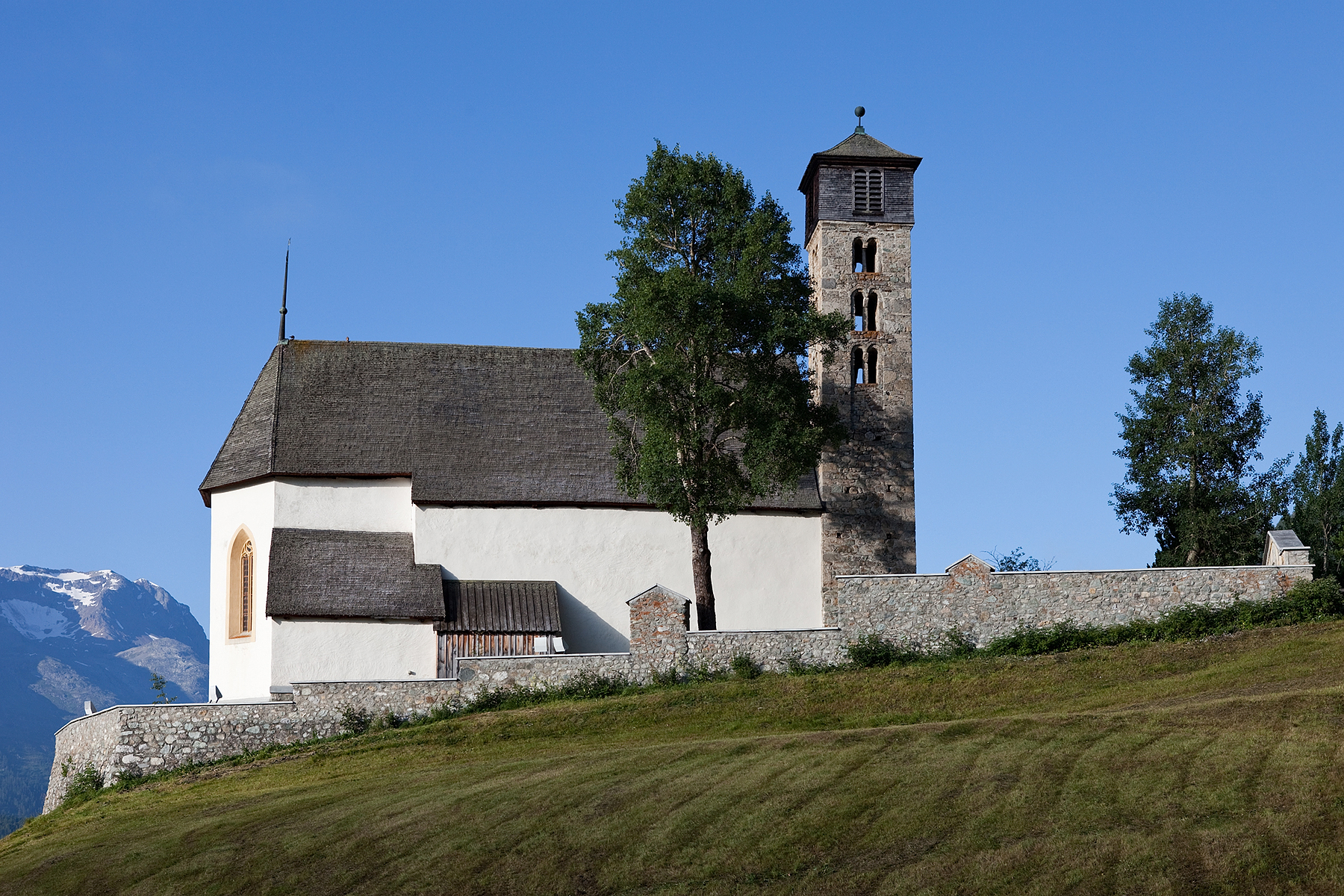
Begräbniskirche St. Peter
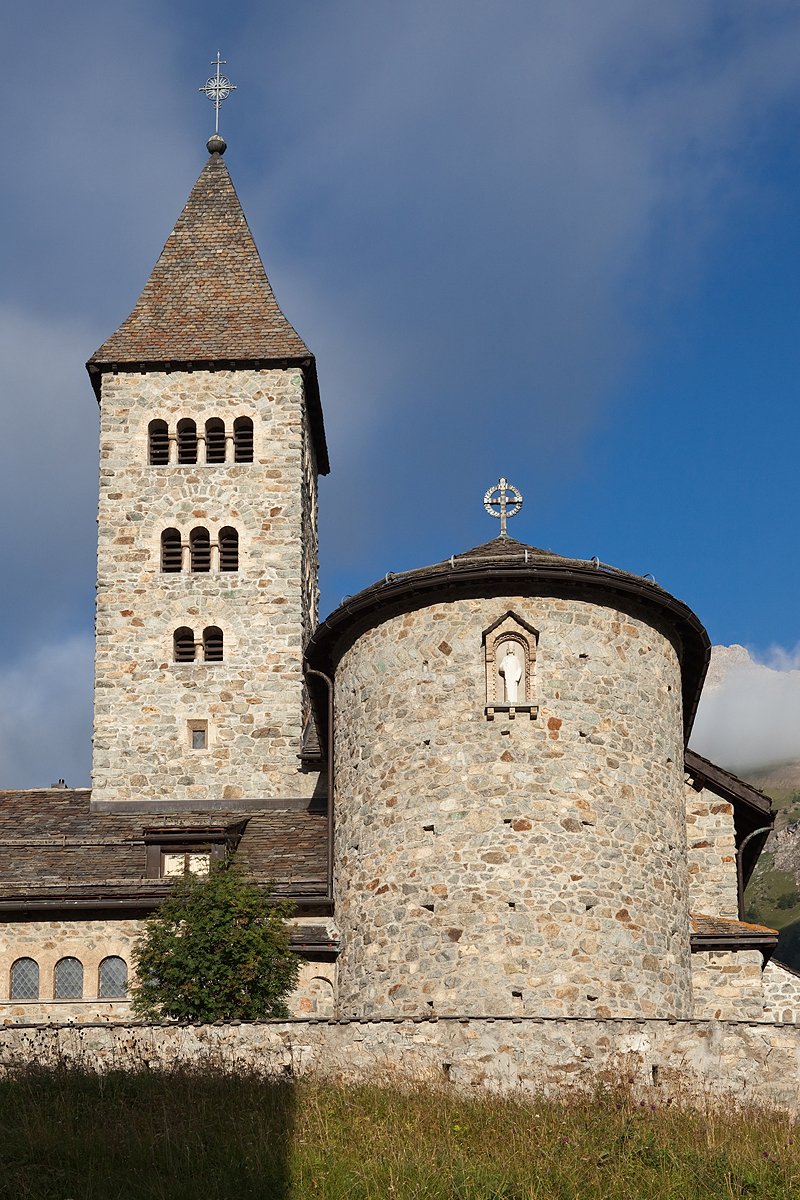
Pfarrkirche Herz-Jesu
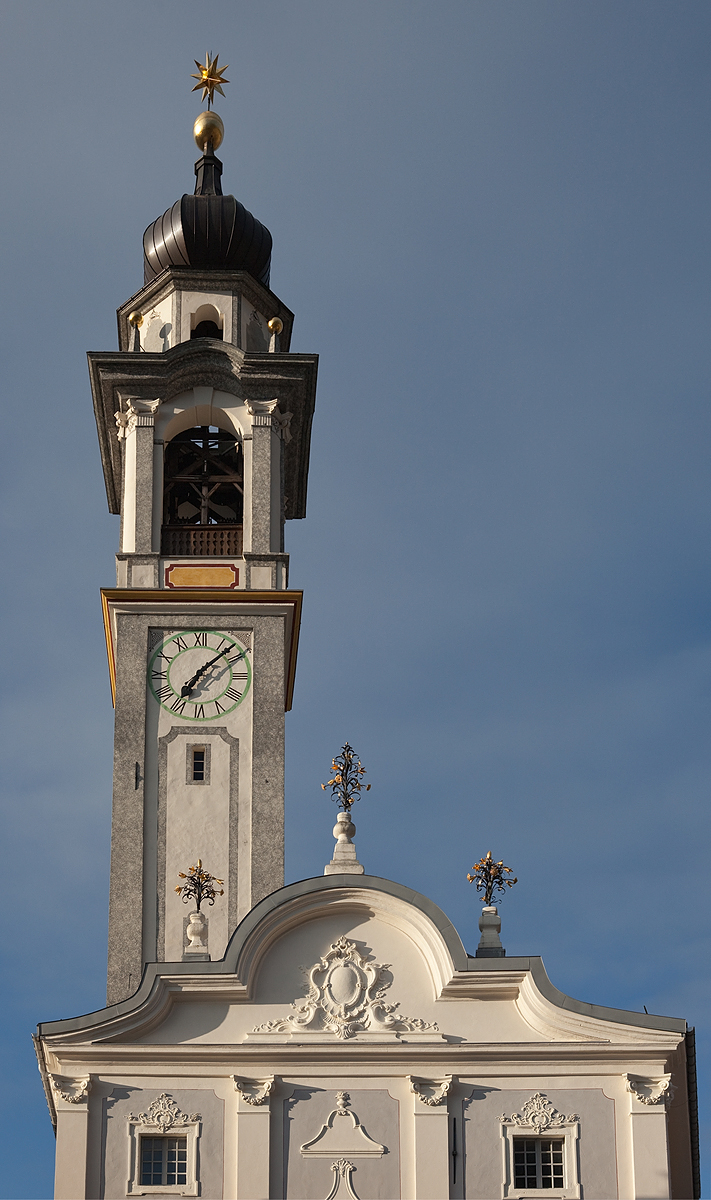
Reformierte Dorfkirche
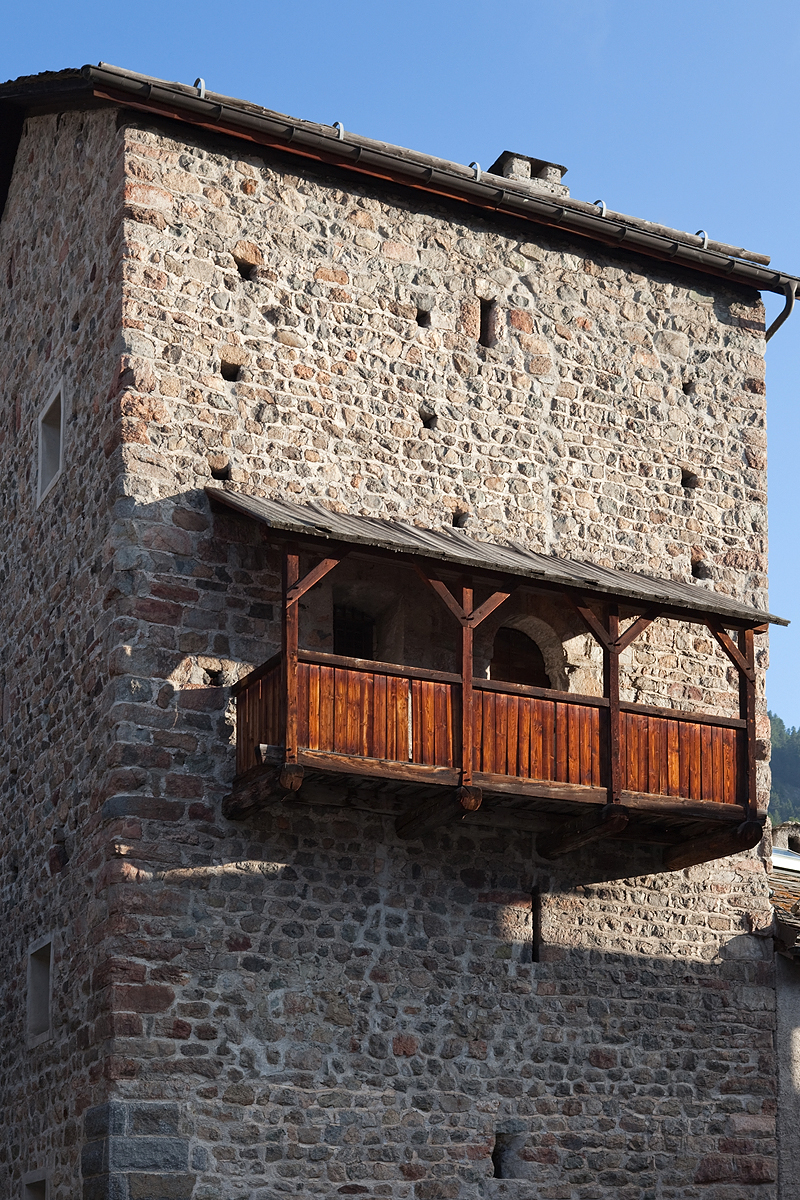
La Tuor
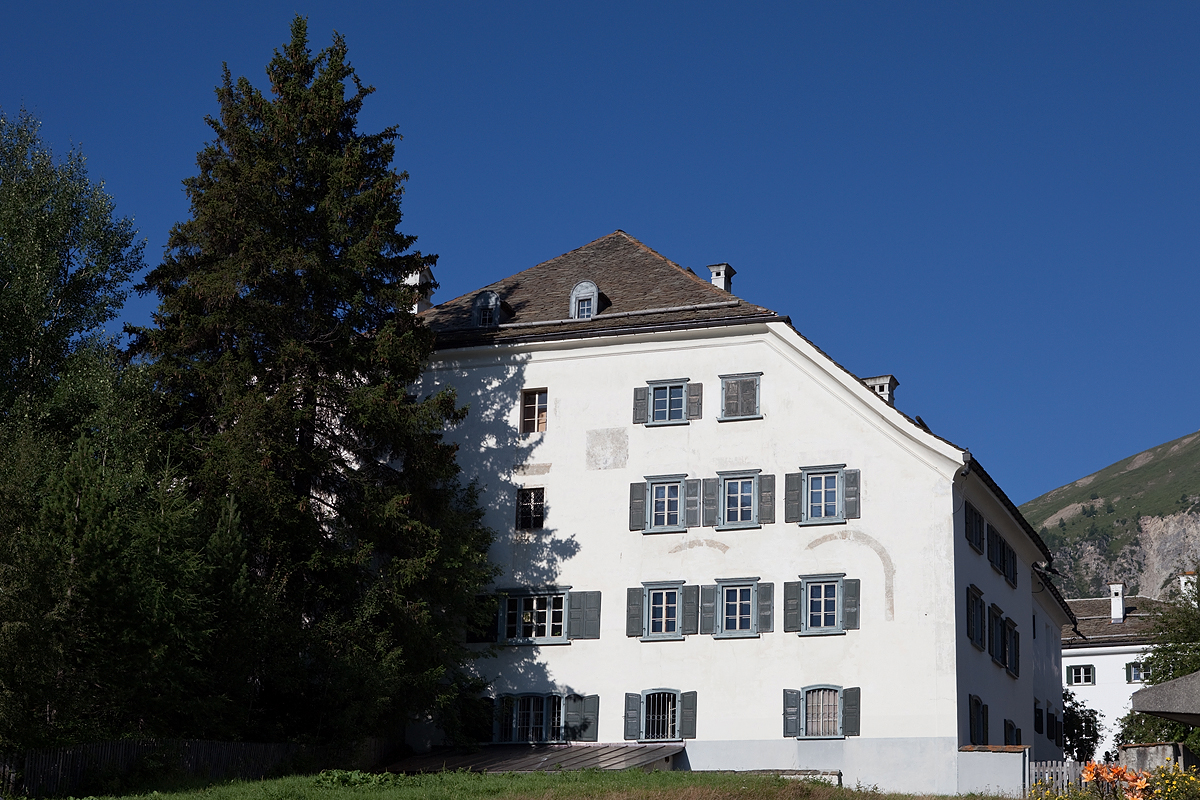
Chesa Planta
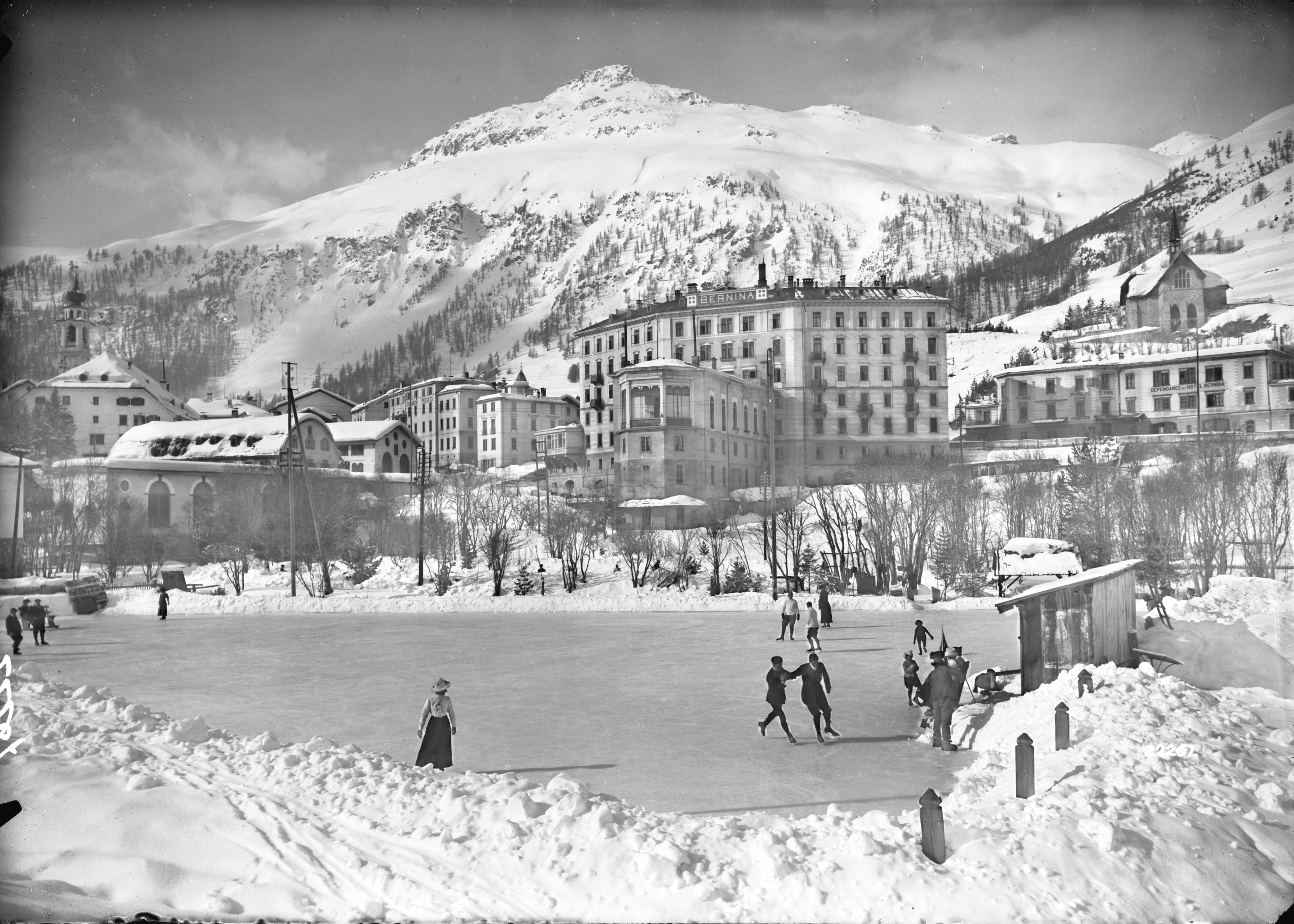
Eisläufer im Februar 1912